# .hack//G.U. (小説)
『.hack//G.U.』（ドットハック ジーユー）は、浜崎達也による日本のライトノベル。作中の装画は森田柚花が担当する。全4巻。

## 概要
本作は「.hack//G.U. (ゲーム)」三部作がすべて発売された後に第一巻「死の恐怖」が刊行されたが、厳密には「ゲーム版のノベライズではない」と、作者が第一巻のあとがきで語っている。
ゲーム版『.hack//G.U』、漫画版『.hack//G.U.+』やゲームを再編したOVA『.hack//G.U. TRILOGY』らの相互関係の例に漏れず、この作品も他メディア『G.U.』の物語に対してパラレルワールドという位置づけである。
他の媒体では描かれなかった「黄昏の碑文」についてG.U.としての解釈や、アウラの行方など、第1作ゲーム『.hack』と密接にリンクした数多くの伏線を補完している。
第一巻あとがきにて作者は、自分の中にある同一の原型（イメージボード）から、サイバーコネクト2作品として発売されたものがゲーム版、角川スニーカー文庫から刊行されたものがこの小説版である（ゲーム版のシナリオも浜崎が手がけている）と語っている。発売された順序こそ違うものの、双方に主従や真偽、優劣は存在せず、どのメディアのものが原作だとは定義されない。

## あらすじ
ネットゲーム「The World」のプレイヤー・三崎亮は、PC（プレイヤーキャラクター）「ハセヲ」としてPCオーヴァン、PC志乃とともにギルド「黄昏の旅団」に所属していた。伝説のアイテム「黄昏の鍵」を探す物語のさなか、密かに想いを寄せていたPC志乃が謎のPK「三爪痕（トライエッジ）」にキルされ、プレイヤーである七尾志乃が原因不明の昏睡状態に陥る。同時にPCオーヴァンも行方不明となった。
半年後。意識を失ったままの志乃を救うため、リアルの生活をなげうって三爪痕を追い続けていた亮は、いつしかThe World内でも有名なPKK「死の恐怖」のハセヲとして名を馳せていた。そして何の前触れもなく、およそ半年ぶりにPCオーヴァンが亮/ハセヲの前に現れる。
「もうすぐ奴が戻ってくる……この悲劇の舞台に」
謎めいた言葉を残して消えたPCオーヴァンと入れ違うように、そこに屍人形のような姿をした、蒼い炎を纏ったPCが表れる。
モルガナ因子を宿した8人の想い絡み合う物語が、オーヴァンのその一言から静かに動き出し始めた。

## 登場人物

### 碑文使い
- 第一相「死の恐怖」 - 三崎亮/PCハセヲ
- 第二相「惑乱の蜃気楼」 - 日下千草/PCアトリ
- 第三相「増殖」 - 香住智成/PCクーン
- 第四相「運命の預言者」 - 火野拓巳/PC八咫
- 第五相「策謀家」 - 中西伊織・中西桜/PC策望
- 第六相「誘惑の恋人」 - 一ノ瀬薫/PCエンデュランス
- 第七相「復讐する者」 - 佐伯令子/PCパイ
- 第八相「再誕」 - 犬童雅人/PCオーヴァン

### その他の登場人物
- 七尾志乃/PC志乃
- 蒼炎のカイト
- 榊
- 水原遥

## 文庫
- .hack//G.U. Vol.1 死の恐怖 ISBN 4-04-422207-X
- .hack//G.U. Vol.2 境界のMMO ISBN 4-04-422208-8
- .hack//G.U. Vol.3 ハロルドの元型（アーキタイプ） ISBN 4-04-422209-6
- .hack//G.U. Vol.4 8次元の想い ISBN 4-04-422210-X